# Kleine Schwestern Jüngerinnen des Lammes

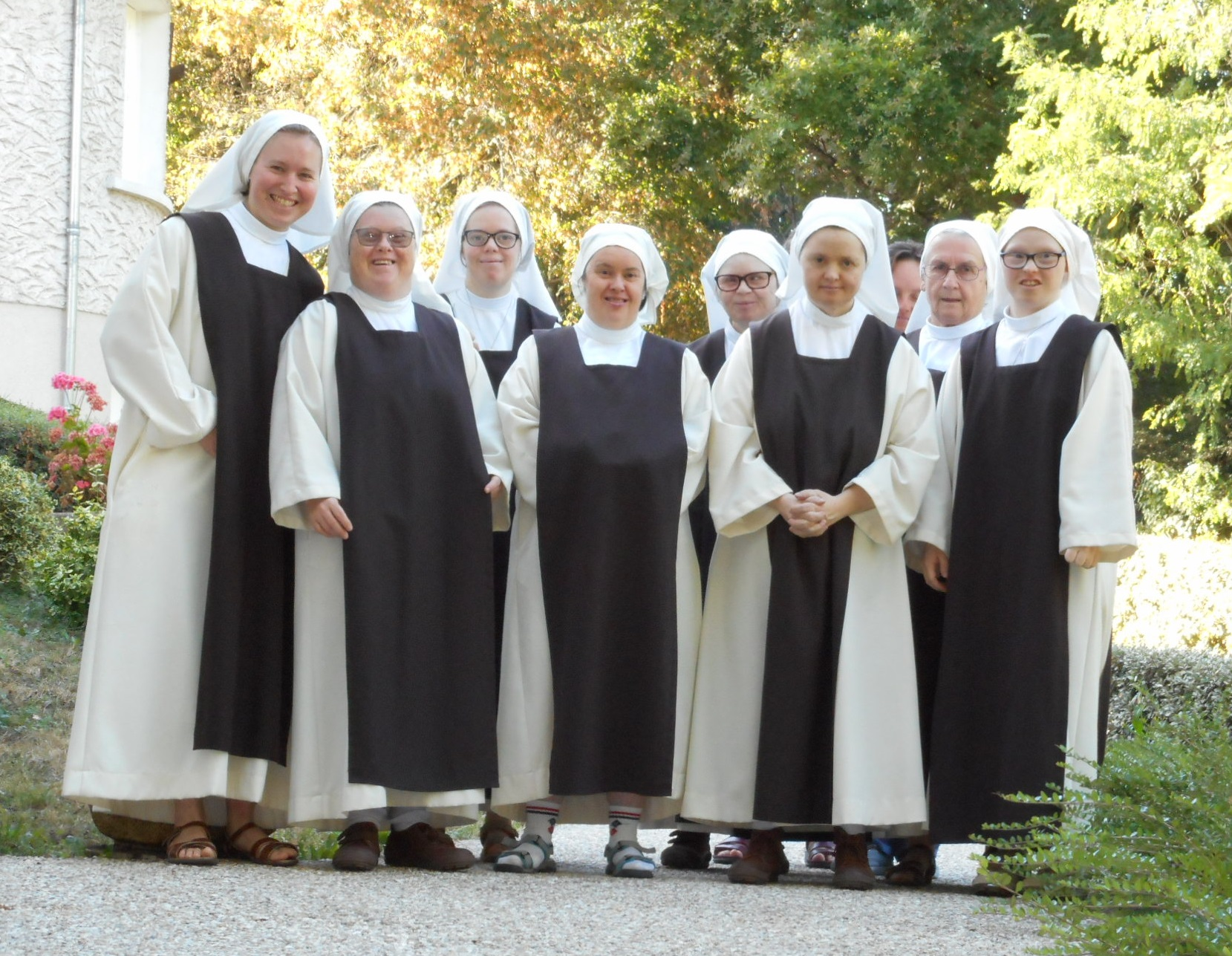
Kleine Schwestern Jüngerinnen des Lammes

Die Kongregation Kleine Schwestern Jüngerinnen des Lammes (französisch Petites Sœurs disciples de l’Agneau) ist eine französische  Ordensgemeinschaft in der römisch-katholischen Kirche, die 1985 gegründet wurde. Sie ist nicht zu verwechseln mit den Kleinen Schwestern vom Lamm.

## Geschichte
Nachdem der Benediktiner Henri-Marie Guilluy 1966 unter dem Namen Notre-Dame d’Espérance (Maria Hoffnung) eine Kongregation für männliche Behinderte gegründet hatte, rief 1985 Line Rondelot mit Hilfe des Erzbischofs von Tours, Jean Honoré, in Descartes (südlich von Tours) eine Gemeinschaft von Frauen mit Down-Syndrom (Trisomie 21) ins Leben, die sich Petites Sœurs disciples de l’Agneau (Kleine Schwestern Jüngerinnen des Lammes) nannte. Sie wechselte 1995 mit Unterstützung von Erzbischof Pierre Plateau von Bourges nach Le Blanc (zwischen Châteauroux und Montmorillon) und wurde 1999 vorläufig sowie 2011 (von Erzbischof Armand Maillard) endgültig als kontemplativer Orden anerkannt. Derzeit zählt die Gemeinschaft neun Schwestern. Es handelt sich weltweit um den ersten kontemplativen Orden für Menschen mit Trisomie 21.
Die Schwestern tragen zu ihrem Lebensunterhalt durch Keramik, Webarbeiten, Töpferarbeiten, Teeherstellung und Imkerei bei. Priorin ist Line Rondelot. Die geistliche Betreuung erfolgt durch die nahegelegene Abtei Fontgombault. Unterstützung erfährt die Gemeinschaft auch von der Stiftung Jérôme Lejeune, deren verstorbener Urheber sie von Anfang an begleitete. Die Gemeinschaft wurde 2017 von Papst Franziskus in Rom empfangen.